# Roy Rene

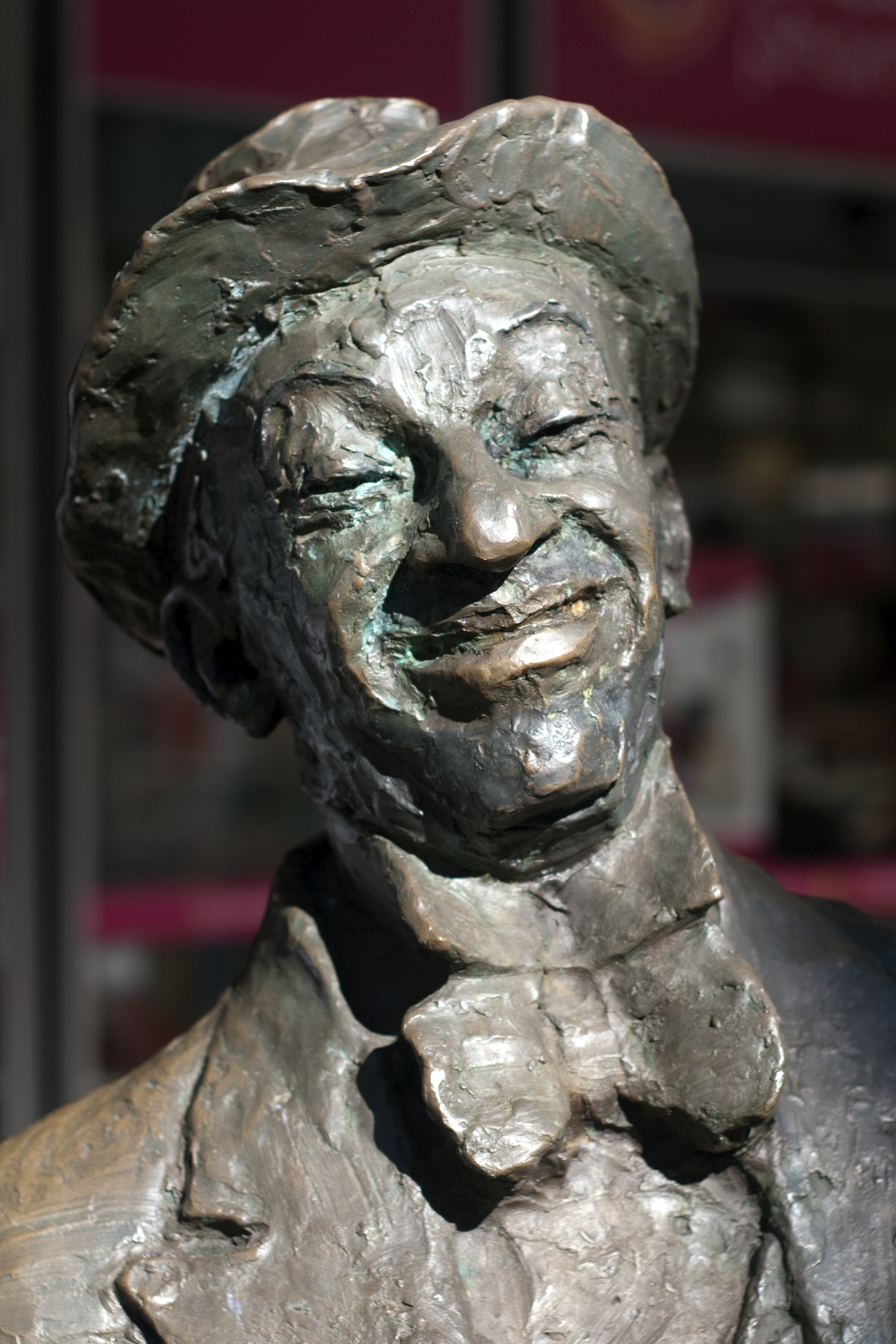
Statue von Roy Rene

Roy Rene; geboren als Henry „Harry“ van de Sluys, (* 15. Februar 1891 in Adelaide, Australien; † 22. November 1954 in Sydney, Australien) war ein australischer Komiker.

## Leben
Der Sohn eines holländisch Einwanderers nahm als Kind an verschiedenen Schauspielwettbewerben für Amateure in Adelaide teil und trat 1905 in der Produktion Sinbad the Sailor am Royal Theatre auf. Mit Ivy Scott sang er als Knabensopran mit schwarz gefärbtem Gesicht am Tivoli Theatre. Nach dem Umzug der Familie nach Melbourne trat er ab 1908 als Sänger Boy Roy in James Brennans Vaudeville am Gaiety Theatre auf. 
1910 erhielt er eine Statistenrolle in James Cassius Williamsons Melodram The Whip und kam mit der Truppe nach Sydney. In dieser Zeit nahm er den Namen Rene – nach einem französischen Clown – an. Ab 1914 arbeitete er für Ben Fuller. Sein Duo mit Nat Phillips als Stiffy And Mo wurde ein durchschlagender Erfolg. Stiffy and Mo traten zehn Jahre lang in Australien und Neuseeland vor ausverkauften Häusern auf. 1927 entstanden bei Parlophone einige Plattenaufnahmen des Komikerduos.
Nach der Trennung von Phillips 1928 arbeitete Rene am Fuller's Theatre mit der eigenen Gruppe Mo and his Merrymakers weiter. 1929
heiratete er die Schauspielerin und Soubrette Sadie Gale. Nach einem Zusammenbruch mit einer Rippenfellentzündung bei einem Auftritt in Frank Neils Revue Clowns in Clover trat er Mitte 1930 für Hugh D. McIntosh  im Tivoli Theatre in der Revue Pot Luck auf. 1931 holten ihn Mike Connors und Queenie Paul an das New Tivoli in Melbourne. 1934 trat er in der Revue Rhapsodies of 1935 an Ernest C. Rolls’ Apollo Palace Theatre auf. Im gleichen Jahr drehte Ken G. Hall mit ihm den Spielfilm Strike Me Lucky.
Seit Ende der 1930er Jahre arbeitete Rene auch für den Rundfunk. In den 1940er Jahren lief bei der Australian Broadcasting Corporation die Reihe The Misadventures of Mo, es folgten Calling the Stars und (über fünf Jahre) McCackie Mansion. Seinen letzten Bühnenauftritt hatte er 1949 in McCackie 'Mo'ments an Harry Wrens Kings Theatre in Melbourne. Seine Autobiographie Mo's Memoirs erschien 1945.